# Конурбация

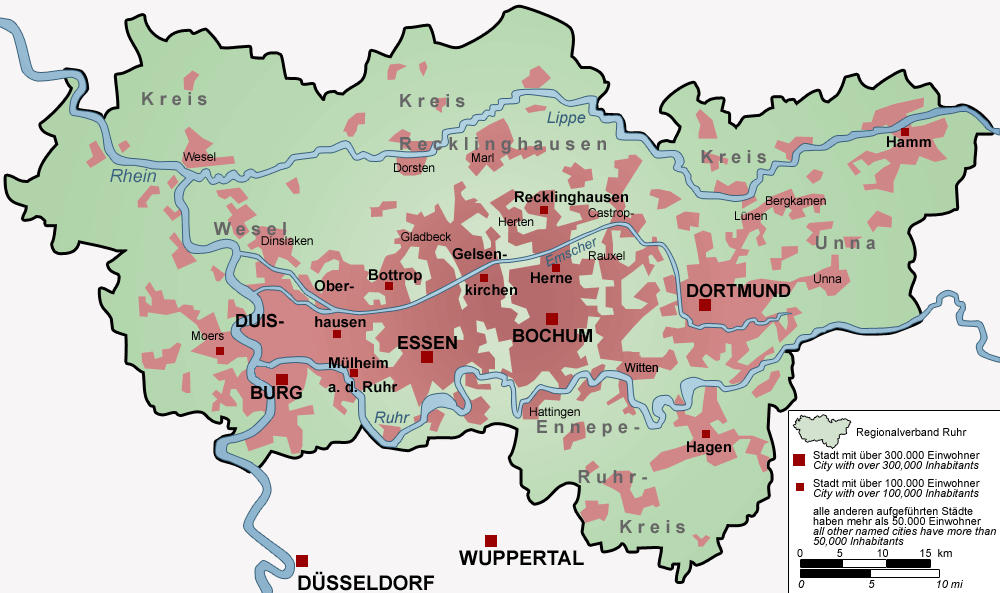
Рурская конурбация

Конурба́ция (от лат. con «вместе» и urbs «город») — городская агломерация полицентрического типа, имеющая в качестве ядер несколько более или менее одинаковых по размеру и значимости городов или городских территорий при отсутствии явно доминирующего центра (напр., скопления городов в Рурском бассейне, Германия). Термин конурбация иногда объединяют с термином городская агломерация (моноцентрическая агломерация), главным отличием которой является формирование агломерации вокруг одного крупного города-ядра.
Наиболее значительные конурбации (полицентрические агломерации) сформировались в Европе: Рурская в Германии (около 5,13 млн жителей), Рандстад в Нидерландах (около 7 млн жителей).
В России, по мнению географа Г. М. Лаппо, насчитывается четыре крупных конурбации: Самаро-Тольяттинская (Самара, Тольятти, Сызрань) на берегах Волги; города Кавказских Минеральных Вод (Пятигорск, Кисловодск, Ессентуки, Железноводск, Лермонтов, Георгиевск); Ростовская конурбация (Ростов-на-Дону, Батайск, Аксай, Таганрог, Новочеркасск, Азов, Шахты и Новошахтинск); Кузбасская конурбация (Кемерово, Ленинск-Кузнецкий, Новокузнецк).